# Stanisław Cios
Stanisław Cios (ur. 16 czerwca 1957 w Oświęcimiu) – polski wędkarz, doktor nauk ekonomicznych, pracownik Ministerstwa Spraw Zagranicznych.

## Życiorys
Studiował na Uniwersytecie Sophia w Tokio (1975–1976) i w Szkole Głównej Planowania i Statystyki w Warszawie (1976–1980). W 2004 obronił na SGH napisany pod kierunkiem Bogdana Grzelońskiego doktorat Gospodarcze i społeczne znaczenie ryb w Polsce od X do XIX w.
W latach 1988–1992 pracował w Konsulacie Generalnym RP w Mediolanie, a w latach 1997–2001 i 2005–2009 w Ambasadzie RP w Helsinkach, w tym jako chargé d’affaires w 2007. Hobbystycznie zajmuje się wędkarstwem muchowym. Jest sekretarzem na Polskę brytyjskiego Stowarzyszenia Lipienia (Grayling Society), otrzymując w 2014 doroczną honorową nagrodę Broughton Trophy za wkład w działalność organizacji. Pełnił funkcję tzw. Organizatora Międzynarodowego (International Organizer) Mistrzostw Europy FIPS-Mouche w wędkarstwie muchowym w 2005 w Lesku, Mistrzostw Świata FIPS-Mouche w wędkarstwie muchowym w 2010 (Lesko-Polańczyk), a także Mistrzostw Świata FIPS-Mouche Juniorów w wędkarstwie muchowym w 2014 (Nowy Sącz - Nowy Targ). Wydaje biuletyn „Pstrąg & Lipień”, jest członkiem kolegium redakcyjnego „Przeglądu Rybackiego”, a wcześniej także „Trichopterona”. Jest autorem pierwszego polskiego przekładu dzieła Izaaka Waltona Wędkarz doskonały (Compleat angler), wydanego w 2015. Opublikował wiele artykułów dotyczących m.in.:
- stosunków międzynarodowych;
- wodnych bezkręgowców, w tym dotyczących chruścików (Trichoptera) i jętek (Ephemeroptera). Interesuje go m.in. zagadnienie pokarmu ryb, w szczególności pstrąga i lipienia. Podróżując po wielu krajach zebrał interesujący materiał badawczy;
- historii, zwłaszcza rybactwa od średniowiecza do początku XX w.

## Ważniejsze publikacje
- Cios S. 1992. Co zjada pstrąg? Zoologia dla wędkarzy. PWN, Warszawa.
- Cios S. 1992. Report on the food of grayling in the rivers Drawa and Wda, Northern Poland. Il Prodotto Chimico. Ottobre, p. 2-8.
- Cios S., Wiejacz J. 1996. Współpraca międzynarodowa w regionie Morza Bałtyckiego. Kancelaria Sejmu, Biuro Stosunków Międzyparlamentarnych, Biuletyn Informacyjny, 2(29).
- Bielecki A., Cios S. 1997. Italobdella ciosi, 1993 (Hirudinea, Piscicolidae) in the river Adda, Northern Italy. Bollettino del Museo Regionale di Scienze Naturali, Torino, 15(2):249-253.
- Cios S. 1998. Kraje bałtyckie w polityce zagranicznej Polski. [W:] E. Teichmann (red.). Perspektywy współpracy w regionie Morza Bałtyckiego. SGH, Warszawa, s. 13-28.
- Cios S. 2002. Północny wymiar procesów integracyjnych w Europie. Zeszyty Naukowe, Kolegium Gospodarki Światowej SGH, 13:167-173.
- Cios S. 2003. A note on the occurrence of Allogamus auricollis (Trichoptera: Limnephilidae) larvae in the stomachs of trout Salmo trutta trutta and Salmo marmoratus in the river Sarca, Italian Alps. Bollettino del Museo Regionale di Scienze Naturali, Torino. 20(1):21-26.
- Cios S. 2003. Znaczenie Wymiaru Północnego UE dla państw nadbałtyckich i Federacji Rosyjskiej (ze szczególnym uwzględnieniem Obwodu Kaliningradzkiego). Wnioski dla Polski. [W:] Teichmann E. (red.). Nowe pogranicze Europy. Litwa, Łotwa, Estonia. SGH, Warszawa, s. 220-237.
- Cios S. 2003. Uwagi nad występowaniem pstrągów, troci, łososi i lipieni w wodach Polski w dawnych czasach. Roczniki Naukowe PZW, 16:17-32.
- Cios S. 2003. Wpływ poszerzenia Unii Europejskiej na współpracę w regionie Morza Bałtyckiego. [W:] W. Bieńkowski, J. Grabowiecki i H. Wnorowski (red.). Współpraca transgraniczna Polski z krajami bałtyckimi, Białorusią i Rosją – Obwód Kaliningradzki w warunkach integracji z Unią Europejską. Białystok, s. 75-84.
- Cios S. 2004. Northern Dimension in relation to regional integration processes in Europe. [W:] A. Budnikowski, M. Cygler, E. Czarny (red.). Integration in the globalising world economy. Warszawa, p. 37-43.
- Cios S. 2004. Wpływ wymiaru północnego Unii Europejskiej na współpracę fińsko-rosyjską. [W:] E. Teichmann (red.). Szersza Europa i nowa polityka sąsiedzka Unii Europejskiej. Warszawa, p. 55-72.
- Cios S., Mokrzycki T. 2005. The role of Coleoptera as food of Salmonoidea (Pisces). [In:] J. Skłodowski, S. Huruk, A. Barševskis, S. Tarasiuk (eds). Protection of Coleoptera in the Baltic Sea Region. Warsaw, pp. 205-212.
- Cios S. 2005. Głowacica w literaturze polskiej od XVI do XIX w. Przegląd Rybacki XXX(2): 56-64.
- Serafin E., Cios S. 2005. Hydropsyche incognita Pitsch, 1993 (Trichoptera, Hydropsychidae) – a new species of caddisfly for the fauna of Poland. Pol. Pismo Entomol. 74:53-55.
- Cios S. 2005. Wzmianki o jętkach w Polsce od XVI do XIX w. Trichopteron, 16: 2-7.
- Cios S. 2005. Chów pstrągów w Polsce od XVI w. do połowy XIX w. Przegląd Rybacki XXX(4): 47-55.
- Cios S. 2005. Pozaeuropejskie znaczenie współpracy sąsiedzkiej w regionie Morza Bałtyckiego – perspektywa Stanów Zjednoczonych. [W:] Teichmann E., Weresa M.A. (red.). Rozszerzona Unia Europejska i jej wschodni sąsiedzi. Pierwsze doświadczenia współpracy. Warszawa, s. 79-92.
- Kłonowska-Olejnik M., Cios S. 2005. O larwach Oligoneuriella (Ephemeroptera: Oligoneuriidae) w żołądkach ryb, czyli czy wiemy wszystko o cyklach życiowych owadów wodnych? Ogólnopolskie Warsztaty Bentologiczne, Warszawa-Giżycko 12-14 maja 2005 r.
- Cios S. 2005. The identity of the insect hippurus in Aelian’s De natura animalium. Polskie Pismo Entomologiczne, 74:479-483.
- Cios S. 2006. Ważki w literaturze polskiej z XVIII i XIX w. Odonatrix, 2(1):12-17.
- Cios S. 2006. Czy pstrąg potokowy jest szkodnikiem? Przegląd Rybacki, XXX(1):14-17.
- Cios S. 2006. Wzmianki o chruścikach w literaturze polskiej z XVIII i XIX w. Trichopteron, Biuletyn Sekcji Trichopterologicznej Polskiego Towarzystwa Entomologicznego, 19:1-3.
- Cios S. 2006. Wzmianki o pstrągach z Prądnika w literaturze z XVIII i XIX w. Przegląd Rybacki
- Cios S. 2006. Uwagi o biologii Hydropsyche incognita. Trichopteron, Biuletyn Sekcji Trichopterologicznej Polskiego Towarzystwa Entomologicznego, 20:7,11.

- Cios S. 2006. Miejsce granic państwowych i regionów przygranicznych w bałtyckiej współpracy regionalnej. w: E. Teichmann (red.). Wschodnie pogranicze rozszerzonej Unii Europejskiej. Czynniki konkurencyjności. SGH, Warszawa, s. 289-299.
- Cios S. 2007. Odonata as food of fish. Odonatrix, 3(1):1-8.
- Cios S. 2007. Obstacles to free flow of labour to Finland, with special reference to Polish workers. Paper presented at the conference – “International Mobility: Causes, Consequences and Constraints”, Warsaw School of Economics, 4-6 October 2007.
- Cios S. 2007. Ryby w życiu Polaków od X do XIX w. Olsztyn.
- Halonen M., Cios S. 2008. Perhokalastajan harjus [po fińsku: Lipień wędkarza muchowego]. Nordic Pro-Fly Fishing, [Oulu].
- Buczyński P., Dąbkowski P., Zawal A, Jaskuła R., Tończyk G., Grabowski M., Buczyńska E., Lewandowski K., Janicki D., Cios S., Pietrzak L., Mrowiński P., Pakulnicka J., Jabłońska A. Guzik M. 2008. Occurrence and threats of the medicinal leech (Hirudo medicinalis L.) in Poland (Annelida: Hirudinea). Fragmenta Faunistica, 51(2):79-89.
- Cios S. 2009. What do we know about the extinction of the sturgeon in Poland? [In:] Makowiecki D., Hamilton-Dyer S., Riddler I., Trzaska-Nartowski N., Makohonienko M. (Eds.) Fishes–Culture–Environment. Through archaeoichthyology, ethnography & history. Poznań, pp. 72-80.
- Cios S. 2009. Historical accounts of grayling, Thymallus thymallus (L.), in Poland, during the 14th-19th centuries. [In:] Makowiecki D., Hamilton-Dyer S., Riddler I., Trzaska-Nartowski N., Makohonienko M. Fishes – Culture – Environment. Through archaeoichthyology, ethnography & history. Poznań, pp. 81-88.
- Cios S. 2009. Učastie Kaliningradskoj oblasti v sotrudničestvie v regionie Baltijskogo morâ. Perspektiva Soveta gosudarstv Baltijskogo morâ [Po rosyjsku: Udział Obwodu Kaliningradzkiego we współpracy w regionie Morza Bałtyckiego. Perspektywa Rady Państw Morza Bałtyckiego]. Evropa, 9(1):79-85.
- Cios S. 2009. Międzynarodowa konferencja archeoichtiologów, historyków i etnografów rybactwa. Przegląd Rybacki, 33(6): 3-4.
- Cios S., Jaskulski J. 2010. Wędkarstwo w Polsce na dawnych pocztówkach. Warszawa.
- Cios S. 2010. Polityczne i biznesowe uwarunkowania planowanych gazociągów – Nord Stream, South Stream i Nabucco. [W:] K. Falkowski, E. Teichmann (red.). Państwa bałtyckie i Europy Wschodniej. Reakcje na światowy kryzys gospodarczy i regionalny kryzys gazowy. SGH, Warszawa, s. 239-255.
- Cios S., Stępniak T. 2011. Jak jazy na Świdrze niszczą ichtiofaunę. Przegląd Rybacki, 35(3):26-28.
- Cios S. 2011. Surowce energetyczne jako instrument polityki zagranicznej Rosji w kontekście światowego kryzysu gospodarczego 2008–2009. [In:] Falkowski K. (red.). Kryzys gospodarczy 2008–2009 w Europie Wschodniej i państwach bałtyckich. Warszawa, s. 201-222.
- Cios S., Moskwa G. 2011. relacja z XVIII w. o połowie ryb w Odrze przy użyciu ichtiotoksyn. Przegląd Rybacki, 35(5):34-35.
- Świątek P., Urbisz A.Z., Strużyński W., Płachno B.J., Bielecki A., Cios S., Salonen E, Klag J. 2012. Ovary architecture of two branchiobdellid species and Acanthobdella peledina (Annelida, Clitellata). Zoologischer Anzeiger, 25:71–82.
- Bielecki A., Cios S., Cichocka J.M, Pakulnicka J. 2012. Piscicola siddalli n. sp., a Leech Species from the United Kingdom (Clitellata: Hirudinida: Piscicolidae). Comparative Parasitology, 79(2):219-230.
- Cios S. 2012. Składanie jaj przez straszkę Sympecma sp. (Odonata: Lestidae) na samochodzie. Odonatrix, 8(2):63-64.
- Cios S. 2012. Relacje energetyczne między dwoma mocarstwami: ChRL i Rosją. w: Azja w gospodarce światowej. Inwestycje, produkcja, handel. Warszawa, s. 115-131.
- Cios S. 2012. Rosyjska wizja międzynarodowego ładu energetycznego na przykładzie rosyjskiego projektu konwencji w sprawie zapewnienia bezpieczeństwa energetycznego. [W:] Falkowski K., Olszyński J. (red.). Zmiana miejsca Niemiec i Rosji w gospodarce światowej w pierwszej dekadzie XXI wieku. Warszawa, s. 193-203.
- Cios S. 2013. Man and the environment in antiquity. On the origin of fly fishing in Europe. Archaeofauna, 22:201-209.
- Svanberg I., Cios S. 2014. Petrus Magni and the history of fresh-water aquaculture in the later Middle Ages. Archives of natural history, 41(1):124–130.
- Cios S. 2014. Kucharstwo rybne w Polsce od XVI do początku XX w. Warszawa.
- Cios S. 2014. Młodzi wędkarze na dawnych pocztówkach. Nowy Sącz.
- Cios S. 2014. Ichtiofauna rzeki Soły w świetle źródeł historycznych z okresu od XVI do XIX w. Forum Faunistyczne, 3-4(1-2):7-13.
- Cios S. 2014. Jętka Neoephemera maxima (Joly) (Ephemeroptera: Neoephemeridae) w Pasłęce. „Forum Faunistyczne”, 3-4(1-2):15-17.
- Cios S. 2015. Information on huchen, Hucho hucho (L.), from historical Polish sources. „Archives of Polish Fisheries”, 23: 17-24.